# Aziza (pel·lícula)
Aziza (àrab: عزيزة, ʿAzīza) és una pel·lícula tunisiana realitzada el 1980 per Abdellatif Ben Ammar. Va ser seleccionada a la Quinzena dels Realitzadors al 33è Festival Internacional de Cinema de Canes. El mateix any, va obtenir el Tanit d'or al Festival de Cinema de Cartago (JCC).

## Sinopsi
Cap al 1980, a Tunísia, Si Béchir, un antic artesà tunisià, ven la seva casa i abandona la medina de Tunis amb la seva família per establir-se a una nova ciutat als afores de la capital. Amb el seu fill Ali i la seva neboda Aziza, el vell cavaller descobreix una nova forma de vida en una Tunísia canviant. Aziza fa amistat amb Aïcha, una jove actriu, mentre Ali multiplica els fracassos en els seus petits negocis. L'arribada d'un xeic del golf Pèrsic alimentarà tots els desitjos de la ciutat, inclosos els d'Alí. Però el somni és de curta durada.

## Repartiment
- Yasmine Khlat: primer premi a la millor actriu al festival de cinema de Taixkent el 1980
- Raouf Ben Amor
- Mouna Noureddine
- Mohamed Zinet
- Dalila Rammes
- Taoufik Jebali
- Abdelmajid Lakhal